# اودریکس
اودریکس (به فرانسوی: Audrix) یک کمون در فرانسه است که در دوردونی واقع شده‌است. اودریکس ۶٫۲۲ کیلومتر مربع مساحت دارد ۱۹۰ متر بالاتر از سطح دریا واقع شده‌است.